# Кукеш
Кукеш, такође Кукес, Кукуш, или, ређе, Кукс (алб. Kukës, Kukësi), је град и центар истоименог округа на северу Албаније. По процени из 2003, град има 16.000 становника. 
Кукеш се налази у планинској области северне Албаније близу границе са Србијом. 
Град је премештен у време изградње хидроелектране и вештачког језера Фјерза на реци Дрим 1976. Стари град Кукеш је тада потопљен. Данашњи град, изграђен 1970-их, се некад назива Нови Кукеш (Kukësi i Ri). 
Област и град имају слабу путну повезаност са остатком земље. Становништво је сиромашно, а криминал је повремено проблем.
Овде се налазе ФК Кукеси и Етнографски музеј у Кукешу.